# Pănășești
Pănășești è un comune della Moldavia situato nel distretto di Strășeni di 3.223 abitanti al censimento del 2004.

## Località
Il comune è formato dall'insieme delle seguenti località (popolazione 2004):
- Pănășești (2.510 abitanti)
- Ciobanca (713 abitanti)